# Ray Williams (walijski rugbysta)
Ray Williams (ur. 3 listopada 1927 w Felinfoel, zm. 5 stycznia 2014 w Llanelli) – walijski rugbysta, reprezentant kraju.
Na poziomie klubowym związany był z lokalnym Felinfoel RFC, a następnie z Llanelli RFC, dla którego grał przez piętnaście lat. W latach 1954–1958 rozegrał trzy spotkania dla walijskiej reprezentacji zdobywając jedno przyłożenie.
Z zawodu był nauczycielem wychowania fizycznego, pracował w Gwendraeth Grammar School.